# Ocrisiona
Ocrisiona Simon, 1901 è un genere di ragni appartenente alla famiglia Salticidae.

## Caratteristiche
L'aracnologo Simon, nella descrizione di questo genere, lo considerò strettamente affine ad Holoplatys Simon, 1885.

## Distribuzione
Le 14 specie oggi note di questo genere sono diffuse prevalentemente in Australia, Tasmania e Nuova Zelanda: una specie, O. frenata, è endemica di Hong Kong; un'altra, O. suilingensis è stata rinvenuta solo in Cina.

## Tassonomia

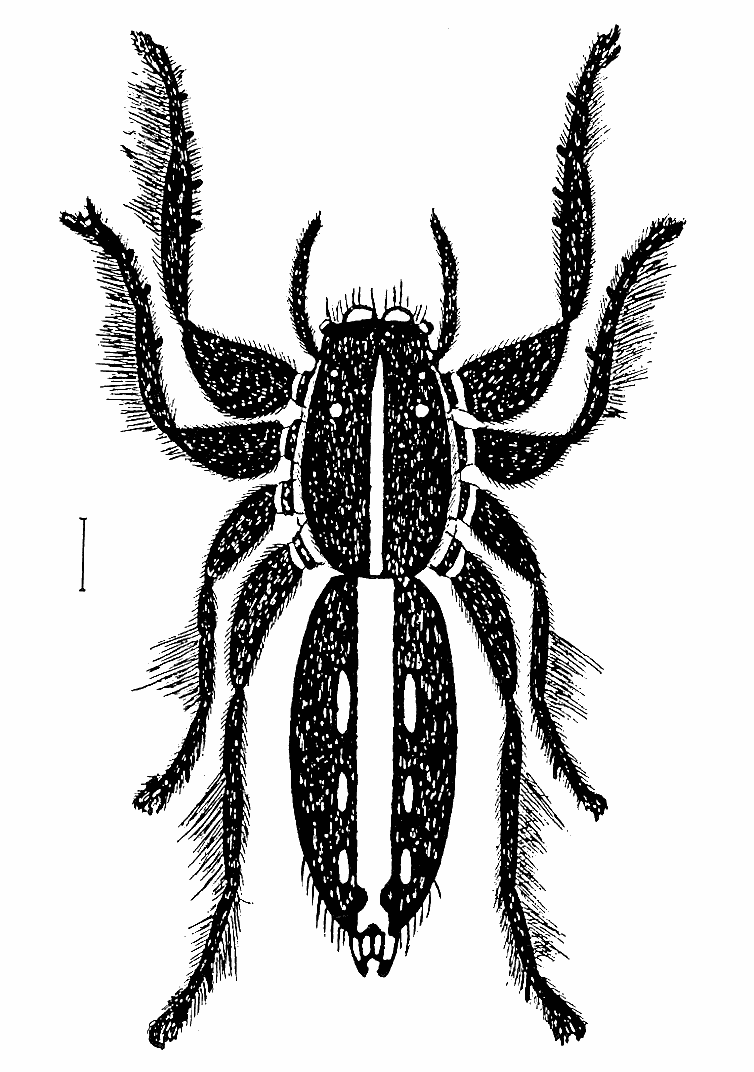
Ocrisiona leucocomis, femmina immatura, disegno

Secondo l'aracnologo Zabka, la Ocrisiona frenata presenta piccole caratteristiche distintive tali da portarla al rango di genere a sé stante.
A dicembre 2010, si compone di 14 specie:
- Ocrisiona aerata (L. Koch, 1879) — Queensland
- Ocrisiona cinerea (L. Koch, 1879) — Nuova Zelanda
- Ocrisiona eucalypti Zabka, 1990 — Queensland
- Ocrisiona frenata Simon, 1901 — Hong Kong
- Ocrisiona koahi Zabka, 1990 — Queensland
- Ocrisiona leucocomis (L. Koch, 1879)[3] — Australia, Nuova Zelanda
- Ocrisiona liturata (L. Koch, 1879) — Queensland
- Ocrisiona melancholica (L. Koch, 1879) — Australia orientale, Isola Lord Howe
- Ocrisiona melanopyga Simon, 1901 — Tasmania
- Ocrisiona parallelestriata (L. Koch, 1879) — Queensland
- Ocrisiona parmeliae Zabka, 1990 — Australia occidentale
- Ocrisiona suilingensis Peng, Liu & Kim, 1999 — Cina
- Ocrisiona victoriae Zabka, 1990 — Victoria (Australia)
- Ocrisiona yakatunyae Zabka, 1990 — Australia occidentale

### Specie trasferite
- Ocrisiona complanata (L. Koch, 1879); trasferita al genere Holoplatys Simon, 1885, con la denominazione di Holoplatys complanata (L. Koch, 1879) a seguito di un lavoro dell'aracnologo Zabka del 1990[2].
- Ocrisiona elegans (L. Koch, 1879); trasferita al genere Abracadabrella Zabka, 1991, con la denominazione di Abracadabrella elegans (L. Koch, 1879) a seguito di un lavoro dell'aracnologo Zabka del 1991[2].
- Ocrisiona fusca (Karsch, 1878); trasferita al genere Holoplatys Simon, 1885, con la denominazione di Holoplatys fusca (Karsch, 1878) a seguito di un lavoro dell'aracnologo Zabka del 1990[2].
- Ocrisiona invenusta (L. Koch, 1879); trasferita al genere Holoplatys Simon, 1885, con la denominazione di Holoplatys invenusta (L. Koch, 1879) a seguito di un lavoro dell'aracnologo Zabka del 1990[2].